# Graafwater
Graafwater este un oraș din Western Cape, Africa de Sud.